# Grundlast

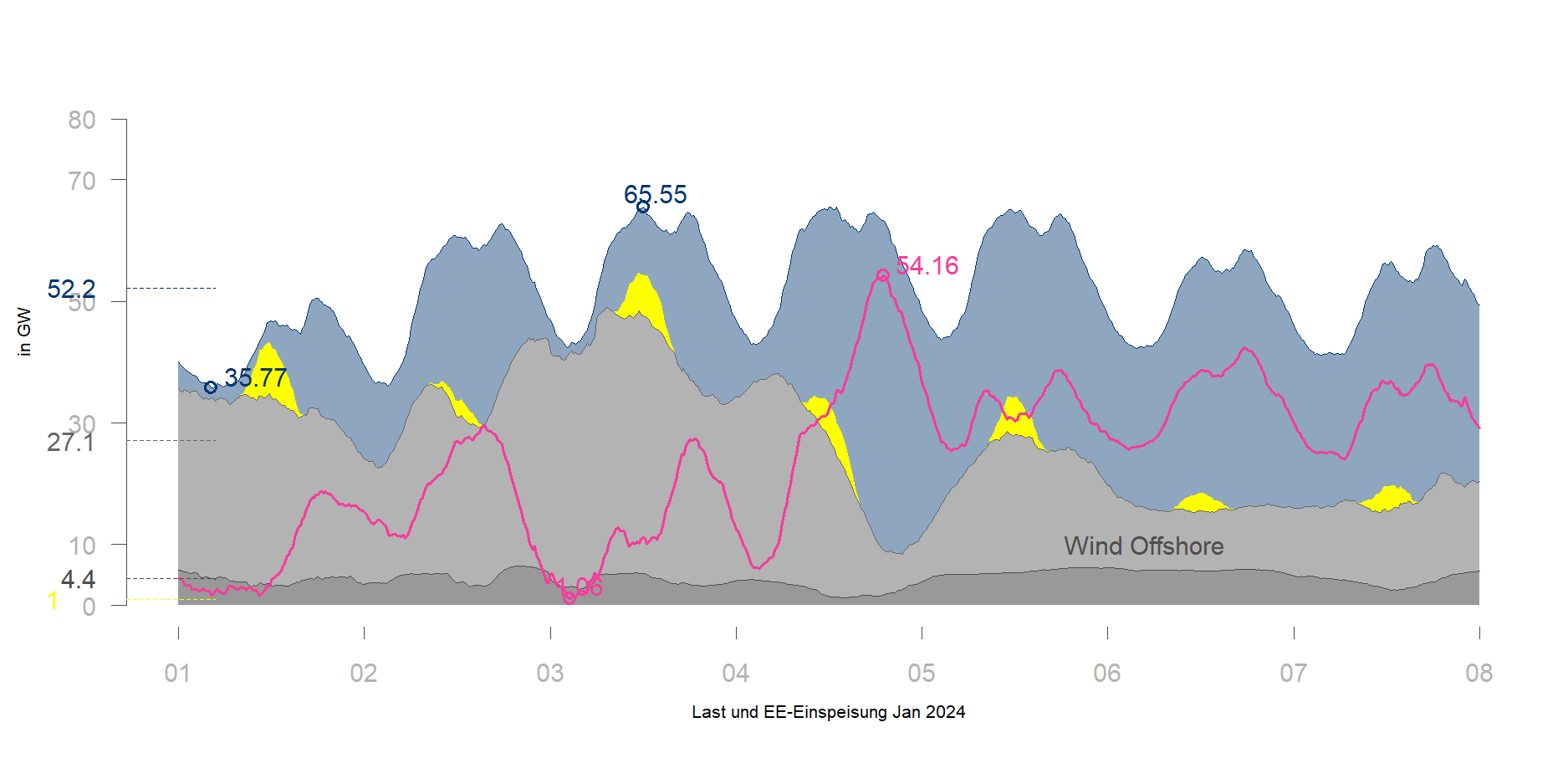
Last, Wind- und Solareinspeisung und die verbleibende Residuallast im Jan 2024 (1. bis 7. Jan), Daten Entso-E Transparenzplattform

Grundlast bezeichnet die Belastung eines Stromnetzes, die während eines Tages nicht unterschritten wird. Die jeweilige Grundlast ist daher abhängig vom Tag der Betrachtung (jahreszeitliche Schwankungen) sowie von der räumlichen Betrachtung (z. B. Versorgungsgebiet eines Netzbetreibers oder das ganze Land). In Deutschland lag sie früher an einzelnen Tagen bei bis zu 40 Gigawatt (2005) im Gegensatz zur Jahreshöchstlast mit 75 bis 80 Gigawatt.
Durch den Ausbau von Wind und Solar mit ihrem Einspeisevorrang und ihren Grenzkosten wird die Residuallast immer wichtiger. Das ist die verbleibende Last nach der Einspeisung von Wind und Solar. Es ist sogar möglich die „Grundlast der Residuallast“ zu bestimmen, also das Minimum der Residuallast in einem Zeitraum. In der ersten Januarwoche 2024 lag die minimale Residuallast bei 1 GW, während die Grundlast im gleichen Zeitraum bei 36 GW lag. Im Sommer sorgt die hohe Photovoltaik-Nennleistung mittlerweile fast jeden Sonntagmittag für eine Residuallast von 0.
Die Struktur der Residuallast bestimmt auch im Wesentlichen den Strompreis (siehe Merit-Order-Modell). Die Anreize des Strommarktes bewirken dann, dass auch traditionelle Grundlastkraftwerke wie Braunkohlekraftwerke alle ihre Flexibilitäten nutzen, um der Residuallast zu folgen und so maximale Erlöse im Stromhandel zu erzielen. Somit ist der klassische Einsatz von Grundkraftwerken in Deutschland nicht mehr zu beobachten (siehe Stromerzeugung in Deutschland).

## Grundlastkraftwerke
Es gibt keine eindeutige Definition, die Grundlastkraftwerke von anderen Kraftwerken abgrenzt. Generell kann jede Kraftwerksart zum Abdecken des Strombedarfes der Grundlast eingesetzt werden, die grundlastfähig ist. Das bedeutet, dass eine Bandfahrweise dem Kraftwerk als Fahrplan vorgegeben werden kann. Nicht grundlastfähig ist die Einspeisung aus Wind- und Solarkraftwerken (sogenannte fluktuierende Einspeisung).
Die Einstufung grundlastfähiger Kraftwerke als Grundlastkraftwerk geschieht auf der Basis betriebswirtschaftlicher und technischer Kriterien und ist nicht starr. Als Grundlastkraftwerke bezeichnet man die Kraftwerke, welche möglichst ununterbrochen und möglichst nahe an der Volllastgrenze betrieben werden. Kernkraftwerke und Braunkohlekraftwerke haben hohe Fixkosten und niedrige Grenzkosten (vor allem Brennstoffkosten) und werden daher meist zuerst als Grundlastkraftwerke benannt, obwohl der Fahrplan von Braunkohlekraftwerken heute nicht mehr dem klassischen Grundlastbetrieb entspricht.
Die folgenden Kraftwerkstypen gelten als Grundlastkraftwerke:
- Braunkohlekraftwerke: Sie werden wegen ihrer niedrigen Brennstoffkosten grundlasttypisch vorzugsweise rund um die Uhr eingesetzt. Sie lassen sich aber ähnlich gut bzw. schnell wie ein Mittellastkraftwerk regeln, welches lediglich höhere Brennstoffkosten besitzt.
- Laufwasserkraftwerke: Sie nutzen die potentielle Energie des auf ein bestimmtes Niveau angestauten Wassers. Häufig ist das Einhalten des Stauzieles in der Konzessionsvorschrift enthalten. Die verfügbare Energie ergibt sich aus der Masse des Wassers und dem Höhenunterschied zwischen Oberwasser und Unterwasser. Daher versucht man, das dem Kraftwerk zufließende Wasser möglichst vollständig durch die Turbine zu führen und in elektrische Energie umzuwandeln. Laufwasserkraftwerke lassen sich gut drosseln und haben keine Primärenergiekosten.
- Kernkraftwerke: Sie werden aus betriebswirtschaftlichen und technischen Gründen als Grundlastkraftwerke eingestuft. Kernkraftwerke besitzen hohe Investitions- und Fixkosten. Ausschlaggebend für die betriebswirtschaftliche Einordnung als Grundlastkraftwerke sind die niedrigen Grenzkosten. Diese sind so niedrig, weil ein Atomkraftwerk nahezu keine Treibstoffkosten durch Herunterfahren des Kraftwerks einsparen kann und somit ergibt es Sinn AKWs bei Strompreisen über null möglichst in Volllast laufen zu lassen.

### Eignung von Kernkraftwerken für Lastfolgebetrieb
Die Eignung ist abhängig von der Auslegung. In Frankreich werden etwa 40 Kernkraftwerke im Lastfolgebetrieb gefahren. In Deutschland sind laut Betreiberangaben zumindest einige Kernkraftwerke des Typs Druckwasserreaktor technisch für einen Einsatz im Lastfolgebetrieb schon beim Entwurf ausgelegt worden. Beim Lastfolgebetrieb wird die Kraftwerksleistung der sich ändernden Stromnachfrage („Last“) und dem Stromangebot automatisch nachgeregelt. Beispiele dafür waren Neckarwestheim 1, Philipsburg 1, Philipsburg 2, Biblis A im Jahre 2009. Bei den älteren Siedewasserreaktoren war diese Betriebsweise nie Gegenstand der Auslegungskriterien insbesondere des Druckbehälters und der Steuerungstechnik.
Die technisch mögliche Änderungsgeschwindigkeit hängt von der absoluten Laständerung ab und beträgt bis zu 10 % pro Minute bezogen auf die Nennleistung.
Das Wiederhochfahren eines Reaktors bis auf volle Leistung benötigt je nach Betriebsbedingungen mindestens 2 bis 3 Stunden aus unterkritisch heißem Zustand und bis zu 10 bis 12 Stunden aus dem kalten Zustand. „Bei einem schnellen Herunterfahren insbesondere um 50 % der Leistung oder mehr kann die eintretende Xenonvergiftung des Spaltmaterials zu einer weiteren deutlichen Verzögerung des Hochfahrens führen.“
Neben technischen Hürden bezüglich der Eignung von Kernkraftwerken für den Lastfolgebetrieb stellt sich ein ökonomisches Problem: die Stromgestehungskosten im Kernkraftwerk bestehen fast ausschließlich aus Fixkosten. Die Gestehungskosten aus einem Kernkraftwerk sind bei 50 % Leistung fast doppelt so hoch wie bei 100 % Leistung. Besonders bilanziell noch nicht abgeschriebene Kernkraftwerke sind deshalb aus ökonomischen Gründen zum Volllastbetrieb gezwungen.

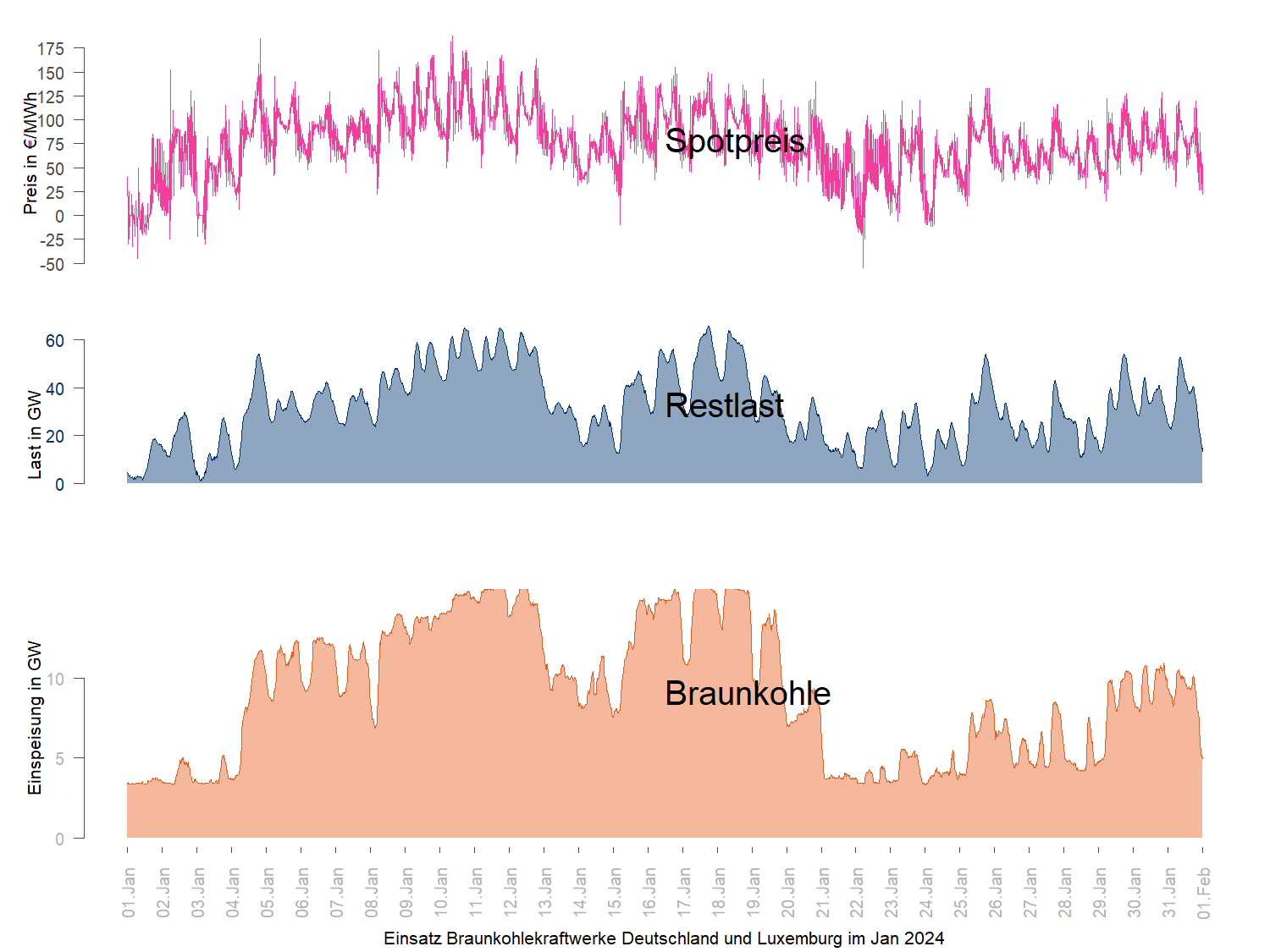
Einspeiseprofil Braunkohle Deutschland und Luxemburg, Jan 2024, Daten Entso-E Transparenzplattform

„Für die Druckwasserreaktoren, die etwa zwei Drittel der in Deutschland vorhandenen Kernenergiekapazität darstellen, ist grundsätzlich ein variabler Betrieb zwischen 100 % und 50 % der Leistung zulässig, für die Druckwasserreaktoren der sog. Konvoi- und Vor-Konvoi-Typen darüber hinaus ein variabler Betrieb bis zu 20 % der Leistung. Der Regelbereich der Siedewasserreaktoren beschränkt sich auf 100 % bis 60 % der Nennleistung (Hundt, 2009). Je stärker die Leistung verändert wird, desto geringer ist die zulässige Änderungsgeschwindigkeit.“

### Eignung von Braunkohlekraftwerken für Lastfolgebetrieb
Braunkohlekraftwerke weisen Kaltstartzeiten von 9 bis 15 Stunden auf. Ein Heißstart nach weniger als 8 Stunden Stillstand ist allerdings innerhalb von 2–4 Stunden möglich. Braunkohlekraftwerke können traditionell nicht unter 50 % der Nennleistung gedrosselt werden, eine Flexibilisierung auf 35 % ist erreichbar.

## Ausblick
Für eine zukünftige Elektrizitätsversorgung auf Basis erneuerbarer Energien stellte der Sachverständigenrat für Umweltfragen der Bundesrepublik Deutschland im Mai 2009 fest:

„Die Einsatzmöglichkeiten von Grundlastkraftwerken werden bei einem hohen Anteil erneuerbarer Energien eingeschränkt, stattdessen werden schnellstartende Kraftwerke und Regelenergie benötigt.“

Schon heute werden Kraftwerksblöcke kurzfristig, das heißt z. B. ohne einen länger geplanten Revisionsstillstand, vom Netz geschaltet, wenn dafür genug Windleistung für Windkraftanlagen zur Verfügung steht. Diese Stillstände werden von den Kraftwerksbetreibern Windaussetzer genannt und bedeuten für die Betreiber wirtschaftliche Einbußen. Je nach Alter und Auslegung der Anlage verschleißt diese durch häufiges An- und Abfahren mehr als im kontinuierlichen Betrieb. Je höher und kontinuierlicher die Auslastung einer Anlage, umso wirtschaftlicher arbeitet sie.
Ein möglicher, jedoch mit sehr hohen Investitionen in Erzeugungs-, Leitungs- und Kraftwerkskapazitäten verbundener, Ausweg wäre der massive Einsatz von grünem Wasserstoff. Der Wasserstoff wird hier ähnlich Erdgas in Gaskraftwerken umgesetzt, wobei diese eher als schnell steuerbare Mittellastkraftwerke genutzt würden. Hiermit könnten auch sog. Dunkelflauten überbrückt werden. Langfristig wird sich zudem auch der Emissionsschutz auf Kraftwerksbetreiber auswirken können. Sollten z. B. Emissionsgrenzwerte weiter heruntergesetzt und Strafen bei Übertritt erhöht werden, könnte der Betrieb von z. B. älteren Kohlekraftwerken sehr schnell unrentabel werden.

## Schweiz
In der Schweiz bezeichnet der Ausdruck Bandenergie jenen Grundbedarf an Strom, der jeden Tag rund um die Uhr verbraucht wird. Die Bandenergie wird von Kernkraftwerken und Laufkraftwerken an Flüssen geliefert. Der Anteil am Stromverbrauch, der über die Grundlast hinausgeht, wird als Spitzenenergie bezeichnet. Für ihn werden thermische Kraftwerke und vor allem die leicht regulierbaren Speicherkraftwerke in den Alpen eingesetzt. In Deutschland teilt man die Spitzenenergie (der Ausdruck wird dort nicht verwendet) noch einmal auf in Mittellast und Spitzenlast.